# Le roi, c'est moi
Le roi, c'est moi (anglais : King) est une série télévisée d'animation canadienne en 52 épisodes de 25 minutes, crée par Gordon Coulthart et diffusée entre le 16 septembre 2003 et le 1er janvier 2006 sur Family.
La série a été doublée au Québec et diffusée à partir du 12 septembre 2004 à la télévision de Radio-Canada, et en France sur France 5 dans l'émission Midi les Zouzous en 2007.

## Synopsis
Raphaël vient d'emménager dans une nouvelle ville avec sa mère, sa sœur Lou et son chien Gus. Il découvre sous son lit un passage souterrain qui l'emmène dans le Royaume du Dessous dont il est proclamé roi comme tous les précédents occupants de sa nouvelle chambre. En tant que roi, il devra lutter contre les manigances de Barbelé qui veut monter sur le trône. Il doit également améliorer les relations diplomatiques entre le Royaume du Dessous et les autres royaumes de ce monde.

## Personnages principaux
- Raphaël : C'est le roi du monde du dessous, il est âgé de 11 ans et est toujours accompagné de son fidèle chien terrier Gus, il doit sans cesse déjouer les tours du sinistre Barbelé et de la Reine Tati flore.
- Gus : Le fidèle ami de Raphaël, c'est un beau chien terrier blanc, il est intelligent, fidèle et bagarreur, ses amis sont parfois obligés de le retenir avant qu'il ne fasse des dégâts, il possède aussi un fort accent russe.
- Victor : C'est un robot intelligent et le serviteur de Raphaël, il est proche de Joupy même s'ils se chamaillent souvent, il est rapide et agile grâce à ces petites roulettes, il trouve toujours des solutions aux problèmes.
- Joupy : C'est le bouffon du roi, il est habillé en jaune et rouge, c'est aussi le serviteur de Raphaël, il est drôle, et a toujours quelque chose à dire, il est aussi maladroit parfois quand il fait ses acrobaties.
- Paméla : C'est l'ex-reine du monde du dessous, elle est amoureuse de Raphaël, elle est intelligente, autoritaire et déteste Barbelé par-dessus tout, elle a horreur de ses façons de faire et de son envie de vouloir être le roi à la place de Raphaël.

## Distribution (voix)

### Voix originales
- Mark Rendall : Russell (Raphaël)
- Dan Castellaneta : Gus
- Tom Kenny : Loopy (Joupy)

### Voix québécoises
- François Caffiaux
- Hugolin Chevrette
- Xavier Dolan-Trados
- Thiéry Dubé
- Valérie Gagné
- Johanne Garneau
- Tristan Harvey
- Kim Jalabert
- Marc Labrèche
- Gilbert Lachance
- Daniel Le Sourd
- Yves Massicotte
- Viviane Pascal
- Paul Sarrasin
- François Sasseville
- Catherine Trudeau
- Stéphane Rivard
- Martin Watier

Version Française
- Studio d'enregistrement : Vision Globale
- Supervision : Séda Ledoux
- Direction de plateau : Daniel M. Vincent et Claudine Chatel

Coordination : Claudine Leblanc
- Adaptation : Christine Boivineau, Anne Durand et Bahia Kennedy

## Épisodes

### Première saison (2003)
1. Down to Under
2. Ex-Princess Up a Tree
3. In Near Under and Out the Other
4. The Self-Moblilating Gizmet
5. Never Be Nice to a Pudric
6. Blame It on the Moon
7. Pollen Holiday
8. Very Big Faces
9. Down in the Dark with the Yu-Yu's
10. Roughing It's Not that Hard
11. It's All in How You Play
12. No Cape, No Hero
13. The Pirates of Hole Island
14. Monsteritis
15. The Scottish Dog and the Everything Log
16. Blizzard in a Box
17. The Tower of Derision
18. Brain Jam
19. A Boy's Best Friend's Enemy
20. Auntie Gravity
21. Pilfs Did It
22. Not Necessarily Russell
23. Luck Be a Birdie
24. Ancient Air
25. Feed a Cold
26. The Accordion of Doom

### Deuxième saison (2004)
1. Artificial Intelligence
2. Random Opportunity Knocks
3. The Lawn of the Lurber
4. Good Stenches Make Bad Neighbours
5. Despot School Confidential
6. El Spectaculo Del Squumpo
7. Slow Plums and Krenits
8. Return of the Moon
9. Continent Adrift
10. Escape from Frolicking Island
11. The Coming of Kleng
12. Ride'em Squump Boy
13. Stolen Voices

### Troisième saison (2005)
1. A Glass of Memory
2. The Monster Who Wouldn't Arrive
3. The Museum of Tomorrow
4. Treasure of the Zinkas
5. Run Russell Run
6. The Egg Effect
7. Russel Thussle Tussle
8. King Russell the Repellant
9. As Good As Gus
10. Thoosh Got Mail
11. Terrier of the Ocean
12. If This, Then That
13. Gas Pune Comes Out